# آبینیه دیوید جامبو
آبینیه دیوید جامبو (انگلیسی: Mr 2Kay؛ زادهٔ ) یک خواننده، ترانه‌سرا و هنرمند هنرهای نمایشی اهل نیجریه است. وی از سال ۲۰۱۰ میلادی تاکنون مشغول فعالیت بوده‌است.